# Aignay-le-Duc
Aignay-le-Duc là một xã ở tỉnh Côte-d'Or trong vùng Bourgogne-Franche-Comté, phía đông nước Pháp. Khu vực này có độ cao trung bình 330 mét trên mực nước biển.
Nhà thờ Saint-Pierre và Saint-Paul được xây từ thế kỷ 13.